# Cục quản lý Đường sắt Đài Loan
Cục quản lý Đường sắt Đài Loan (tiếng Trung: 臺灣鐵路管理局; bính âm: Táiwān Tiělù Guǎnlǐjú; Bạch thoại tự: Tâi-oân Thih-lō͘ Koán-lí-kio̍k, tiếng Anh: Taiwan Railways Administration) viết tắt TRA (tiếng Trung: 臺鐵; bính âm: Táitiě; Bạch thoại tự: Tâi-thih) là một nhà điều hành đường sắt ở Đài Loan. Đây là một cơ quan của Bộ Giao thông và Truyền thông vận tải, chịu trách nhiệm quản lý, bảo trì và vận hành các dịch vụ vận tải hành khách và đường sắt trên 1097 km theo dõi tại Đài Loan.
Do Đài Loan bị đô thị hóa mạnh với mật độ dân số cao, đường sắt đã đóng một phần quan trọng trong giao thông nội địa kể từ cuối thế kỷ 19. Hầu hết các dòng chính được điện khí hóa hoàn toàn và dịch vụ nói chung là hiệu quả và đáng tin cậy. Năm 2011, hệ thống này đã vận chuyển 205,8 triệu hành khách, tương đương 563.915 hành khách mỗi ngày.
Trụ sở chính của cơ quan này ở Trung Chính, Đài Bắc.

## Liên kết
- Cục Đường sắt Đài Loan
- Cục Đường sắt Đài Loan (tiếng Anh) Lưu trữ ngày 27 tháng 4 năm 2008 tại Wayback Machine

Bản mẫu:TaiwanlocoBản mẫu:Transport in Taiwan